# Åkerö (äpple)

Åkeröäpple (litografi av målning av Henriette Sjöberg (1842–1915)).

Åkerö är en äppelsort (så kallat höstäpple) uppkallad efter Åkerö slott utanför Bettna i Flens kommun där det äldsta kända trädet av denna sort växer. Fruktträd importerades från Holland 1759. Det är osäkert om Åkerö fanns med bland de importerade träden. Pomolog Carl G. Dahl ansåg att äpplet är identiskt med Schmidts Junkerapfel. Äpplet fick sitt namn 1858.

## Beskrivning
Frukten är medelstor eller stor, äggrund, gulvit med strimmor av rött. Fruktköttet är tämligen fast, till och med hårt, och mycket saftigt. Smaken är sötsur med en säregen arom. Frukten mognar relativt sent på hösten och kan lagras åtminstone till jul. I Sverige odlas Åkerö gynnsammast i zon II–IV.
Åkerö bör beskäras måttligt, gödslas sparsamt med kväve, men rikligt med kalium.
Åkerö är Södermanlands landskapsäpple.
C-Vitamin 2-4mg/100 gram. C-vitamin 9,5mg/100 gram.C-vitaminhalten är starkt beroende av klimat och jordmån, därför så stor skillnad mellan olika källor.